# 天室光育
天室光育（てんしつこういく、文明2年（1470年） - 永禄6年6月23日（1563年7月13日））は、戦国時代の越後の曹洞宗の僧侶。林泉寺六代住職。
上杉謙信の師。天文13年（1534年）、柿崎景家に乞われ柿崎浜（現在の新潟県上越市柿崎区）に楞厳寺を開く。
永禄6年（1563年）に病没（享年93）。